# Westerholz (Wesendorf)
Westerholz ist ein Ortsteil der Gemeinde Wesendorf in Niedersachsen. Bis zur Eingemeindung im März 1974 war Westerholz eigenständig und Gemeinde in der Samtgemeinde Wesendorf im Landkreis Gifhorn.

## Geografische Lage
Der Ort Westerholz liegt im südlichen Teil der Lüneburger Heide nahe der Bundesstraße 4. Die Gemeinde Wesendorf ist zirka ein Kilometer in westlicher Richtung, die Gemeinde Wahrenholz ist zirka 3,5 Kilometer in östlicher Richtung entfernt.

## Geschichte
Die erste indirekte urkundliche Erwähnung der Ortschaft Westerholz stammt aus dem Jahr 1275. Westerholz wird als eines von zwei slawischen Dörfern erwähnt, die zusammen mit Wahrenholz vom Kirchspiel Hankensbüttel abgetrennt wurden. Um das Jahr 1548 setzte von Westerholz aus die Besiedlung von Wesendorf ein. Wenige alte und große Bauernhöfe (überwiegend Milch- u. Agrarwirtschaft) überlebten das große Sterben der Landwirtschaftlichen Betriebe während der vergangenen 30 Jahre.
Am 1. März 1974 wurde Westerholz in die Gemeinde Wesendorf eingegliedert.
Im Jahr 2003 wurde der Ort in das Dorferneuerungsprogramm des Landes Niedersachsen aufgenommen. Das Ortsbild verschönerte sich durch diverse  Baumaßnahmen wie u. a. an der Weißenberger Straße/Hasenberg.

## Politik
Westerholz ist ein Ortsteil der Gemeinde Wesendorf. Die gewählten Kommunalpolitiker aus dem Ortsteil vertreten im Rat der Gemeinde Wesendorf die Interessen ihrer Mitbürger. Bürgermeister ist Holger Schulz (SPD) aus Wesendorf. Für Verwaltungsangelegenheiten ist ein Mitarbeiter mit Sitz im Rathaus Wesendorf tätig.

## Siedlungen
- Hasenberg; überwiegend Ferienhäuser sowie einige massive moderne Einfamilienhäuser in Klinkerbauweise
- Kirchweg am Friedhof

## Sehenswürdigkeiten

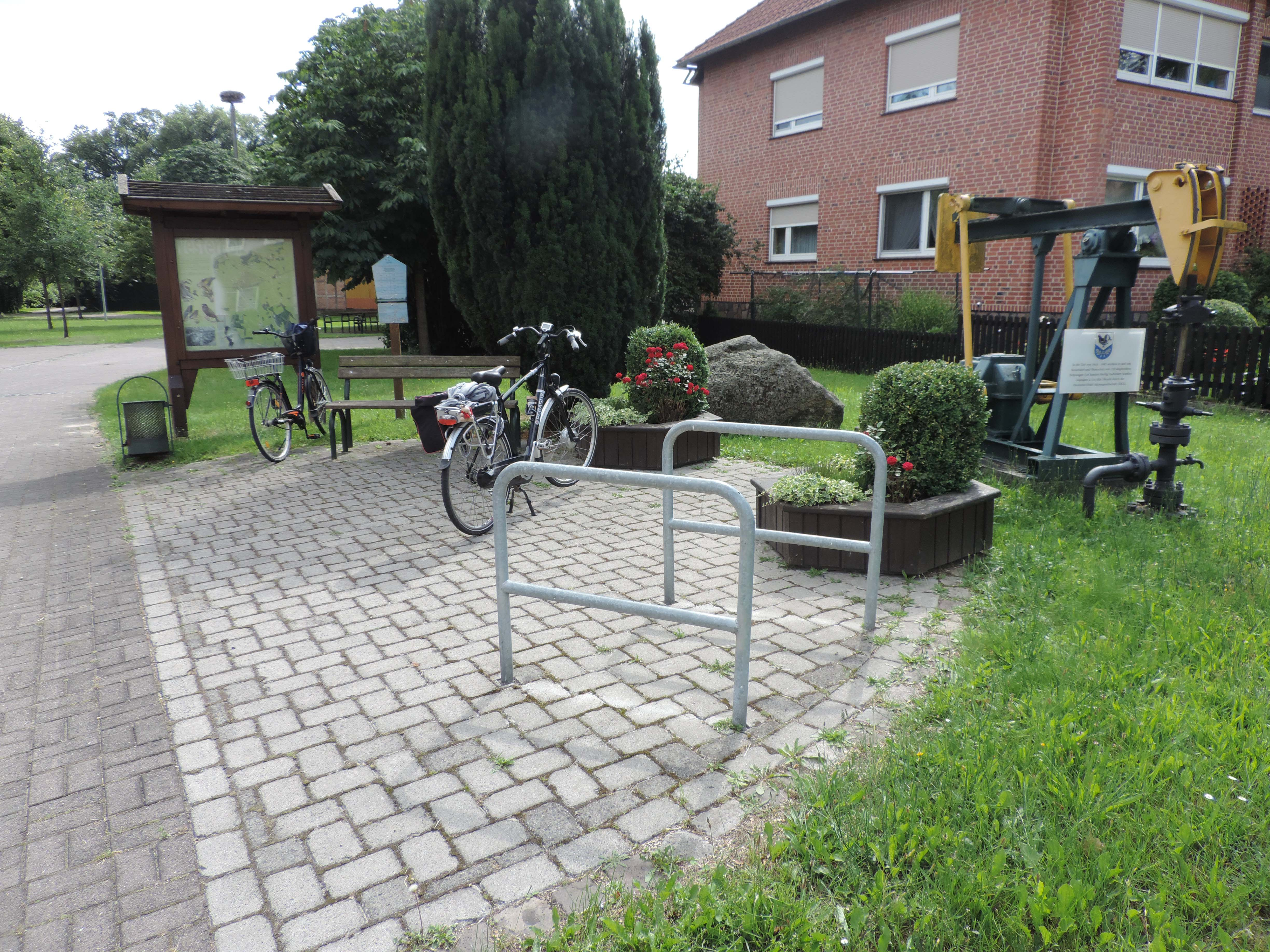
Der Dorfplatz mit Infotafel u. Wegweiser u. historischer Ölförderpumpe

- Dorfmitte mit historischer Ölförderpumpe (~1950) sowie alte Fachwerkhäuser u. Bauernhöfe mit mehreren imposanten Stiel-Eichen
- Friedhofsgelände mit Kapelle und Gedenkstein
- Feuchtbiotop am Hasenberg mit seltener, schützenswerter Flora und Fauna; Lebensraum für u. a. geschützte Uferschwalben
- Siedlung Hasenberg
- „Kahle Heide“ und historische Schafställe; prächtige Eichen und Linden, alte Wirtschaftswege mit Feldsteinen gepflastert

## Traditionelle Veranstaltungen

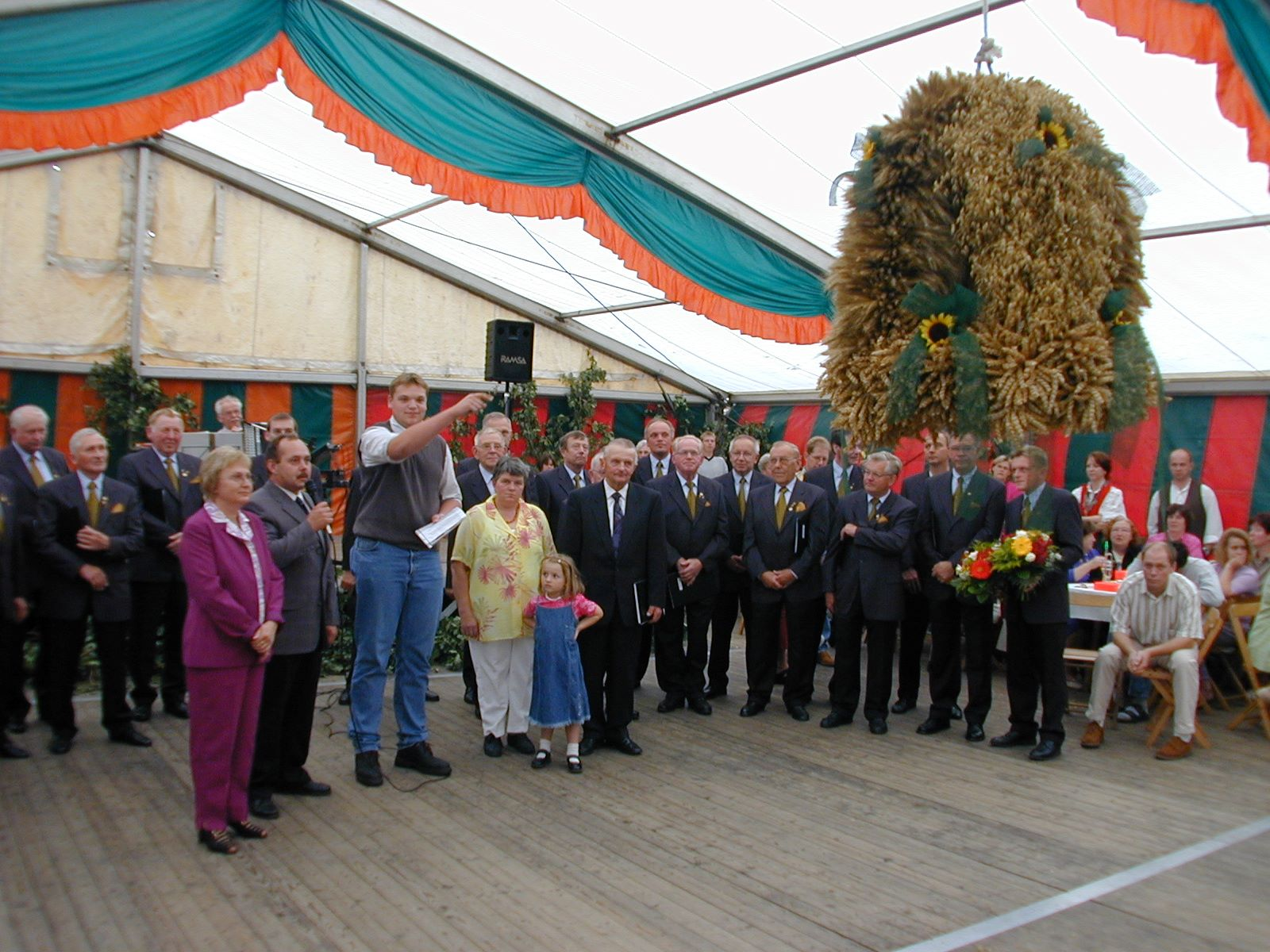
Proklamation Erntepaar 2001

- Kinderfasching im Dorfgemeinschaftshaus, initiiert von der Volkstanzgruppe Westerholz
- Osterfeuer der Freiwilligen Feuerwehr Westerholz
- Erntedankfest (Dorfvereine fungieren als Ausrichter)
- Kranzniederlegung am Ehrenmal am Volkstrauertag
- Pfingstausmarsch Junge Gesellschaft

Zum jährlichen traditionellen zweieinhalbtägigem Erntedankfest wird ein Festzelt aufgestellt für Kinder- und Tanzvergnügen sowie zum abschließenden „Katerfrühstück“. Vor Ort sind Schausteller, Imbissbuden und Getränkepavillons. Die Erntekrone wird zeitnah vor dem Fest von der Jungen Gesellschaft Westerholz kreativ gestaltet und bei der Proklamation des neuen Erntekönigs im Festzelt der Öffentlichkeit präsentiert. Die Krone wird abschließend am letzten Festtag mit Blasmusik zum neu gekürten Erntekönig verbracht.

## Örtliche Vereine, Verbände und Institutionen
- Volkstanzgruppe Westerholz von 1985 e.V.
- Freiwillige Feuerwehr Westerholz mit Jugendfeuerwehr
- Jagdgenossenschaft Westerholz
- Crazy-Boots-Westerholz von 2014 e.V.
- Chorgemeinschaft Westerholz-Wesendorf von 1900 e.V. (ehemals MGV Westerholz von 1900 e.V.)
- Junge Gesellschaft Westerholz

## Verkehr
In östlich-westlicher Richtung durchquert die L286 den Ort. In Richtung Norden führt die Weißenberger Straße in den gleichnamigen Ort (Gemeinde Wahrenholz) zur Kreuzung (K4) zur Weiterfahrt in Richtung zur Gemeinde Wahrenholz oder zur Gemeinde Groß Oesingen, wo die K7 ("Krümme"-Wesendorf-Hankensbüttel) überquert wird. Der Ort ist mittels Omnibussen mit dem ÖPNV vernetzt.

## Wirtschaft und Infrastruktur
Von der Gründerzeit bis in das 20. Jahrhundert war vorwiegend die Landwirtschaft mit Milchviehhaltung und Agrarwirtschaft der Haupterwerbszweig. Ab Mitte der 1940er Jahre wurde in der Gemarkung Erdöl gesucht und gefunden. Die Deutsche Erdöl Aktiengesellschaft (DEA) eröffnete am „Schwarzen Weg“ eine Niederlassung mit Werkstatt, Lagerstätte sowie Verwaltung und sorgte damit für Arbeitsplätze. Dort fanden zahlreiche Heimatvertriebene nach dem Zweiten Weltkrieg in den Nachkriegsjahren Beschäftigung. Die Filiale wurde nach der Ausbeutung der Förderstellen in den 1970er Jahren aufgegeben. In unmittelbarer Nachbarschaft wurden am gleichen Standort bis Mitte der 1970er in der „Westerholzer Blusenfabrik“ Bekleidung und Textilien verarbeitet. 
Eine Gastwirtschaft an der Hauptstraße meldete Mitte der 1980er Jahre Konkurs an. Das Gebäude diente bis zum Schluss u. a. als Lagerstätte und wurde 2020 abgerissen. Auf der freigewordenen Fläche entstand ein Einfamilienhaus.
Aufgrund der geringen Einwohnerzahl gibt es keine Einzelhandelsgeschäfte oder ein Kiosk im Ort. Die Einwohner versorgen sich mit den benötigten Gütern und Dienstleistungen sowie ärztlicher Versorgung bzw. Behandlungen in den jeweiligen Nachbargemeinden und -ortschaften.

### Bildung
Bis zur Eingliederung (1. März 1974) hatte der Ort eine mehrklassige Volksschule mit Schulspielplatz an der Einmündung Hauptstraße/Weißenberger Straße. Anschließend wurde das gemeindeeigene Gebäude mehrjährig u. a. als Vorschule, Vereinsheim, Kindergarten genutzt. Das Gebäude samt Grundstück wurde mittlerweile an Privatinvestoren veräußert und wird zzt. grundsaniert.

## Sport- und Freizeitstätten
Hinter dem Dorfgemeinschaftshaus (DGH) am „Haus Westerholz“ ist der Festplatz mit Sport- und Bolzplatz. Im selben Gebäudekomplex ist das Feuerwehrgerätehaus der Freiwilligen Feuerwehr Westerholz integriert.

## Religion
Die Glaubensrichtung in Westerholz ist überwiegend christlich und evangelisch-lutherisch. Die meisten Bewohner gehören der Kirchengemeinde Wahrenholz an. Auf dem Friedhofsgelände steht eine Kapelle, die für Andachten und feierliche Veranstaltungen, wie zum Volkstrauertag, genutzt wird. 
Auf dem ehemaligen DEA-Betriebsgelände bzw. der früheren Blusenfabrik am Schwarzen Weg ist eine Baptistengemeinde ansässig, die regelmäßig Gottesdienste und kulturelle sowie gesellige Veranstaltungen durchführt.

## Medien
- Lokale Tageszeitungen: Isenhagener Kreisblatt; Aller-Zeitung
- Das Sprachrohr (monatliches Mitteilungsblatt der Samtgemeinde Wesendorf)

## Belege
1. ↑  Wesendorf, aus Geschichte und Gegenwart
2. ↑  Statistisches Bundesamt (Hrsg.): Historisches Gemeindeverzeichnis für die Bundesrepublik Deutschland. Namens-, Grenz- und Schlüsselnummernänderungen bei Gemeinden, Kreisen und Regierungsbezirken vom 27. 5. 1970 bis 31. 12. 1982. W. Kohlhammer GmbH, Stuttgart und Mainz 1983, ISBN 3-17-003263-1, S. 226.